# Francis Annesley (1734-1812)
Pour les articles homonymes, voir Annesley.
Francis Annesley (2 mai 1734 - 17 avril 1812) est un homme politique anglais qui siège à la Chambre des communes pendant 32 ans de 1774 à 1806 et est le premier maître de Downing College à Cambridge.

## Biographie
Il est le fils de Martin Annesley DD de Bucklebury et Frilsham, Berkshire, et de son épouse Mary Hanbury, fille de William Hanbury de Little Marcle, Herefordshire. Il fait ses études à Reading School et est admis à Gray's Inn en 1753 pour étudier le droit . 
Il est élu député de Reading aux élections générales de 1774 et conserve le siège jusqu'en 1806 . En 1800, il est élu premier Maître de Downing College et obtient un LL. D. diplôme de Cambridge. Il meurt célibataire le 17 avril 1812. 
Il a un lien familial avec George Downing (3e baronnet), fondateur de Downing College. Frances Downing, la tante du 3e baronnet et la sœur de George Downing (2e baronnet), épouse John Cotton, fils de Sir John Cotton, 3e baronnet. Leur fille, Frances Cotton, épouse John Hanbury et est la mère de Mary Hanbury, qui est la mère d'Annesley. Il est l'héritier de Sir George Downing, 3e baronnet, mais la fondation effective de Downing College est longtemps retardée par des litiges avec d'autres parties, dans lesquels il est fortement impliqué.